# De kabel
De kabel is een benaming voor een groep van vijf donkere voetballers van Surinaamse afkomst, die tegelijkertijd speelden voor het Ajax van midden jaren 90 en het Nederlands elftal. De term ontstond in de media naar aanleiding van een vermeende breuk tussen deze spelers en andere selectiespelers tijdens het Europees Kampioenschap van 1996.
De leden van de kabel zoals genoemd in de media waren:
- Winston Bogarde
- Edgar Davids
- Patrick Kluivert
- Michael Reiziger
- Clarence Seedorf

De naamgeving ontstond aan de hand van een eerder interview met Barend en Van Dorp, waarbij Davids, Kluivert en Seedorf aanwezig waren. Hierbij viel de term ‘kabel’ om hun onderlinge vriendschappelijke band aan te geven. Tijdens het EK 1996 werd deze term door de media overgenomen om het vijftal aan te duiden.

## Ontstaan
Aanleiding voor de grootschalige aandacht voor de kabel ontstond na de tweede groepswedstrijd van het EK, tegen Zwitserland. Clarence Seedorf begon deze wedstrijd als libero in de verdediging. Doordat de Zwitsers in een andere formatie speelden dan verwacht, kwam Seedorf onbedoeld in een rol als mandekker terecht. Nadat hij enkele overtredingen nodig had gehad om zijn directe tegenstander af te stoppen, en daarmee ook een gele kaart opliep, besloot bondscoach Guus Hiddink hem in de 26ste minuut te wisselen. De op de bank zittende Edgar Davids reageerde hierop agressief jegens Hiddink. Na de wedstrijd uitte hij tijdens een interview met een Zwitserse journalist in harde bewoordingen zijn onvrede over Hiddink, die naar zijn mening te veel luisterde naar bepaalde spelers (daarbij doelend op met name Danny Blind en Ronald de Boer). Hiddink "must get his head out of players' asses so he can see better", aldus Davids. Hiddink besloot hierop Edgar Davids weg te sturen, waardoor hij niet meer deel zou nemen aan het verdere toernooi.
Verder kwam een door de NOS genomen foto naar buiten, waaruit men meende af te leiden dat de eerder genoemde vijf spelers in onmin leefden met de rest van de selectie. Veel media berichtten dat de vijf spelers op de betreffende foto apart aan een tafel zaten tijdens het ontbijt. Dit was echter niet correct. Op de foto zaten Bogarde, Kluivert en Seedorf aan dezelfde tafel, maar Davids en Reiziger niet. De andere tafelgenoten waren John Veldman, Aron Winter en de witte Richard Witschge. Patrick Kluivert wees er in zijn biografie op dat de tafelindeling iedere dag veranderde. De media richtten zich niet op het gegeven dat omgekeerd 5 (witte) Nederlandse spelers gezamenlijk apart zouden zitten.
Na het wegsturen van Edgar Davids speelden de overige vier spelers gewoon mee in de laatste groepswedstrijd en de kwartfinale tegen Frankrijk, waarin het Nederlands Elftal werd uitgeschakeld.
De affaire en de beeldvorming vanuit de media heeft voor een verstoorde relatie gezorgd tussen het Nederlands elftal, het publiek en deze spelers waarvan Seedorf in grote lijnen tot het einde van zijn spelersloopbaan uitgesloten van bleef.

## Achtergrond
Aanvankelijk kwam er weinig informatie naar buiten, pas jaren later werd de situatie verduidelijkt door enkele betrokkenen. De oorzaken voor de onderlinge spanningen lagen vooral bij de salaris- en machtsverschillen bij Ajax, zo stelde Bogarde in maart 2006 tijdens het tv-programma Profiel. Dit werd bevestigd in het programma Andere Tijden Sport in mei 2008. Maarten Oldenhof, destijds commercieel manager bij Ajax, bevestigde dat er grote salarisverschillen waren. Zo verdiende Danny Blind in 1996 zes keer zoveel als clubtopscorer Kluivert. Ook gaf Bogarde aan dat de machtsverhoudingen binnen Ajax hem ergerden. Zo bepaalden spelers als Ronald en Frank de Boer en Danny Blind in overleg met het bestuur wat hun teamgenoten, waaronder de kabelspelers, voor salaris zouden moeten krijgen. Ronald de Boer gaf in Andere Tijden aan dat zij wel hadden gepleit voor een hoger salaris voor deze spelers, en de onvrede dus vooral bestond om het feit dat enkele spelers zeggenschap hadden over de rest van de selectie. Tevens gaf hij aan pas na de EK-wedstrijd tegen Zwitserland op de hoogte te zijn gekomen van de spanningen, toen Guus Hiddink de spelers alleen liet in de kleedkamer om hun ongenoegen te uiten.

## Na het EK 1996
Guus Hiddink bleef na het EK nog twee jaar actief als bondscoach. Hij legde het geschil met Edgar Davids bij, alle kabelspelers bleven voor Oranje spelen en waren allen actief op het Wereldkampioenschap 1998. Noemenswaardige incidenten waren er in de jaren na het EK niet meer bij het Nederlands Elftal. Aanvoerder Frank de Boer noemde het team van 1998 en 2000 zelfs een “heel hechte groep” in een uitzending van Voetbal International in mei 2008.

### Croky-affaire
Bij Ajax was er nog wel een incident, dat Kluivert betitelde als de “Croky-affaire”. In het seizoen 1996/1997 regelden Blind en de gebroeders De Boer een sponsordeal met chipsmerk Croky, zonder medeweten van de rest van de selectie. De overeenkomst bestond uit verzamelplaatjes ("Topshots") van de Ajax-spelers, en leverde 500.000 gulden op. De opbrengst zou over de gehele selectie verdeeld worden. Bogarde, Kluivert en Veldman (die nooit door de media als lid van de kabel werd aangemerkt) weigerden te tekenen, waardoor de actie niet door dreigde te gaan. Bogarde gaf aan dit te zien als weer een voorbeeld van de scheve machtsverhouding, omdat de rest van de spelers niet om hun mening was gevraagd. Na onderling overleg in de selectie gingen de drie donkere spelers alsnog akkoord met de Croky-deal.
Clarence Seedorf was al in 1995 vertrokken, waarna in de zomer van 1997 Kluivert en Bogarde ook vertrokken als laatste leden van de kabel bij Ajax, nadat een jaar eerder Davids en Reiziger de club hadden verlaten.